# Víctor Arboleda
Víctor Arboleda (El Cerrito, Valle del Cauca, Colombia; 1 de enero de 1997) es un futbolista colombiano. Juega en la posición de extremo y su equipo actual es el Yanbian Longding de la Primera Liga China.

## Trayectoria
El 3 de julio de 2019 fichó por el Alianza Petrolera de Colombia, luego de jugar tres temporadas en la MLS.

## Clubes
| Club               | País           | Año         |
| ------------------ | -------------- | ----------- |
| Deportivo Cali     | Colombia       | 2015        |
| Portland Timbers 2 | Estados Unidos | 2016 - 2018 |
| Portland Timbers   | Estados Unidos | 2017 - 2018 |
| Alianza Petrolera  | Colombia       | 2019        |
| Unión Magdalena    | Colombia       | 2020        |
| Alianza            | El Salvador    | 2021        |
| Deportivo Pasto    | Colombia       | 2022        |
| Al-Muharraq        | Baréin         | 2023        |
| Al-Safa            | Arabia Saudita | 2023        |
| Yanbian Longding   | China          | 2024-act.   |

## Estadísticas
| Club                              | Div.                | Temporada           | Liga  | Liga  | Copa Nacional | Copa Nacional | Copa Internacional | Copa Internacional | Total | Total | Prom. · |
| Club                              | Div.                | Temporada           | Part. | Goles | Part.         | Goles         | Part.              | Goles              | Part. | Goles | Prom. · |
| --------------------------------- | ------------------- | ------------------- | ----- | ----- | ------------- | ------------- | ------------------ | ------------------ | ----- | ----- | ------- |
| Deportivo Cali · Colombia         | 1ª                  | 2015                | 6     | 1     | 2             | 1             | -                  | -                  | 8     | 2     | 0,25    |
| Deportivo Cali · Colombia         | Total               | Total               | 6     | 1     | 2             | 1             | 0                  | 0                  | 8     | 2     | 0,25    |
| Portland Timbers 2 Estados Unidos | 3ª                  | 2016                | 25    | 3     | 0             | 0             | 0                  | 0                  | 25    | 3     | 0,12    |
| Portland Timbers 2 Estados Unidos | 3ª                  | 2017                | 13    | 4     | 0             | 0             | 0                  | 0                  | 13    | 4     | 0,28    |
| Portland Timbers 2 Estados Unidos | 3ª                  | 2018                | 13    | 7     | 0             | 0             | 0                  | 0                  | 13    | 7     | 0,28    |
| Portland Timbers 2 Estados Unidos | Total               | Total               | 51    | 14    | 0             | 0             | 0                  | 0                  | 51    | 14    | 0,15    |
| Portland Timbers Estados Unidos   | 1ª                  | 2017                | 5     | 0     | 1             | 0             | 1                  | 0                  | 7     | 0     | 0,0     |
| Portland Timbers Estados Unidos   | 1ª                  | 2018                | 1     | 0     | 0             | 0             | 0                  | 0                  | 1     | 0     | 0,0     |
| Portland Timbers Estados Unidos   | Total               | Total               | 6     | 0     | 1             | 0             | 1                  | 0                  | 8     | 0     | 0,0     |
| Total en su carrera               | Total en su carrera | Total en su carrera | 63    | 15    | 3             | 1             | 1                  | 0                  | 67    | 16    | 0,14    |

## Palmarés

### Títulos nacionales
| Título                          | Equipo         | País        | Temporada |
| ------------------------------- | -------------- | ----------- | --------- |
| Categoría Primera A             | Deportivo Cali | Colombia    | 2015-I    |
| Primera División de El Salvador | Alianza        | El Salvador | 2021-A    |